# 長城貨物駅
長城貨物駅（チャンソンファムルえき）は、大韓民国全羅南道長城郡にある韓国鉄道公社（KORAIL）の駅である。2017年現在、停車する旅客列車は存在しない。

## 経由している路線
- 韓国鉄道公社
  - 長城貨物線

## 歴史
- 2006年6月22日：開業。

## 隣の駅
韓国鉄道公社
長城貨物線
安平駅 - 長城貨物駅